# Woodsia sinica
Woodsia sinica är en hällebräkenväxtart som beskrevs av Ren-Chang Ching. Woodsia sinica ingår i släktet Woodsia och familjen Woodsiaceae. Inga underarter finns listade.